# تسونيكو ساساموتو
تسونيكو ساساموتو، ولدت في 1 سبتمبر 1914، وتوفيت بتاريخ 15 أغسطس 2022، هي مصورة صحفية يابانية.

## حياتها
ولدت ساساموتو في العاصمة اليابانية طوكيو، التحقت بكلية الاقتصاد المنزلي، لكنها تركت الكلية بسبب طموحها في أن تصبح رسامة، وبعد تركها، التحقت بمعهد للرسم ولم يجبرها والديها على ذلك.

## عملها
بدأت حياه ساساموتو حياتها المهنية كرسامة بدوام جزئي على صفحات الأخبار المحلية في طوكيو نيتشينيتشي شيمبون (الآن ماينيتشي شيمبون ، إحدى الصحف الشهيره في اليابان).
وفي سن السادسة والعشرين ، في عام 1940 تمت ترقيتها إلى موظفة تحت الاختبار  عندما انضمت إلى جمعية التصوير الفوتوغرافي في اليابان ، لتصبح رسميًا أول مصورة صحفية في اليابان.
وذكرت أن مارجريت بورك وايت كان لها تأثير كبير في سبب تحولها إلى مصورة. صور ساساموتو موضوعات من الجنرال دوغلاس ماك آرثر أثناء الاحتلال الأمريكي لليابان إلى عمال مناجم الفحم المضربين والاحتجاج على الطلاب.